# Franleu
Franleu ist eine nordfranzösische Gemeinde mit 507 Einwohnern (Stand 1. Januar 2022) im Département Somme in der Region Hauts-de-France. Die Gemeinde liegt im Arrondissement Abbeville und ist Teil des Kantons Abbeville-2.

## Geographie
Die Gemeinde liegt rund 16 Kilometer westlich von Abbeville und acht Kilometer östlich von Friville-Escarbotin. Die Bahnstrecke von Abbeville nach Eu verläuft südlich außerhalb des Gemeindegebiets.
Das Gemeindegebiet liegt im Regionalen Naturpark Baie de Somme Picardie Maritime.

## Geschichte
Im Zweiten Weltkrieg war Franleu Schauplatz von Kampfhandlungen.

### Einwohner
| 1962 | 1968 | 1975 | 1982 | 1990 | 1999 | 2006 | 2011 |
| ---- | ---- | ---- | ---- | ---- | ---- | ---- | ---- |
| 497  | 515  | 571  | 550  | 514  | 523  | 505  | 516  |

## Verwaltung
Bürgermeister (maire) ist seit 2014 Bertrand Martel.

## Sehenswürdigkeiten
- auf das 15. Jahrhundert zurückgehende Kirche Saint-Martin[1]
- Kriegerdenkmal
- 28 britische Soldatengräber aus dem Zweiten Weltkrieg

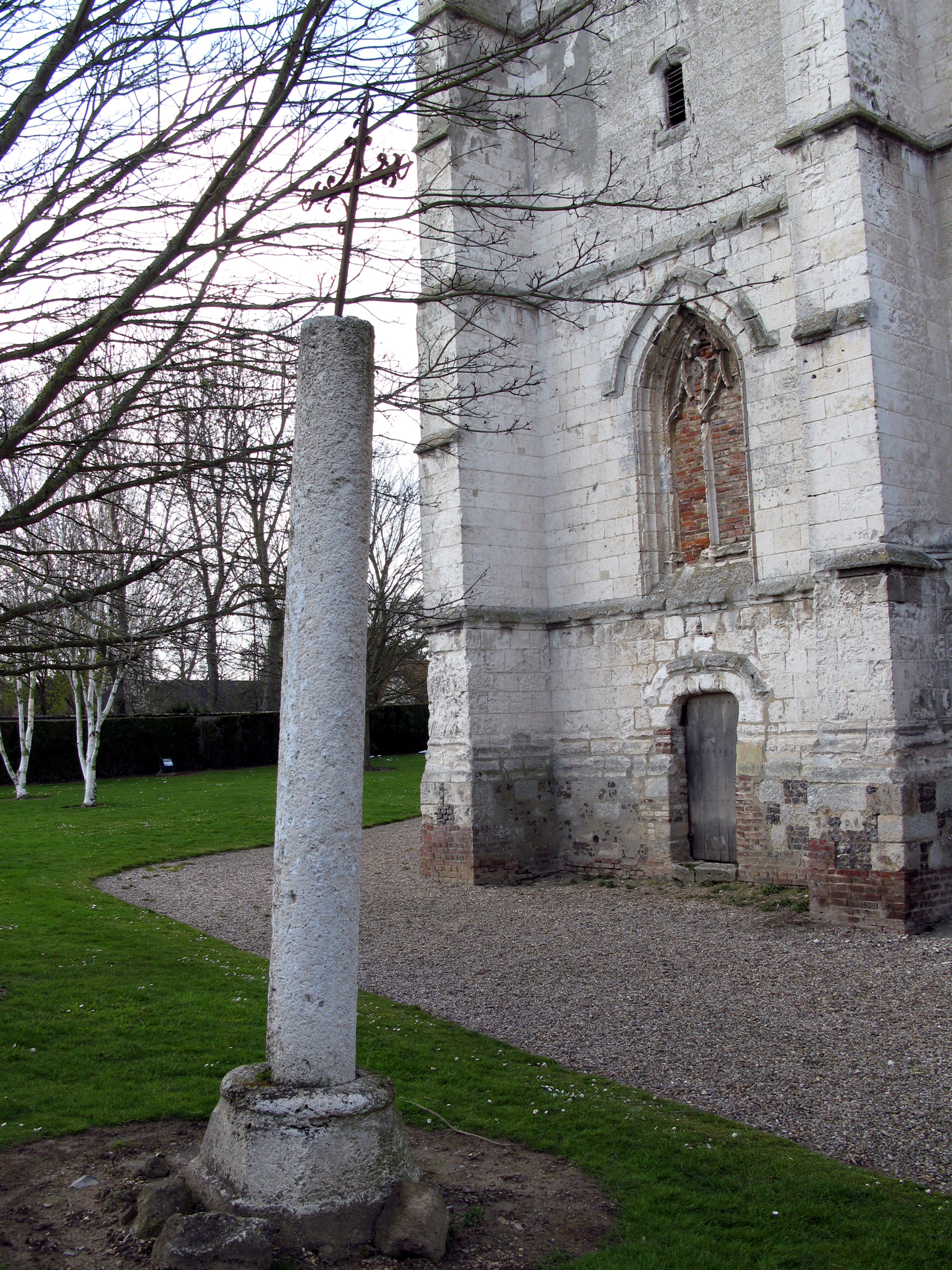
Unterer Teil der Kirchenfassade mit Steinkreuz
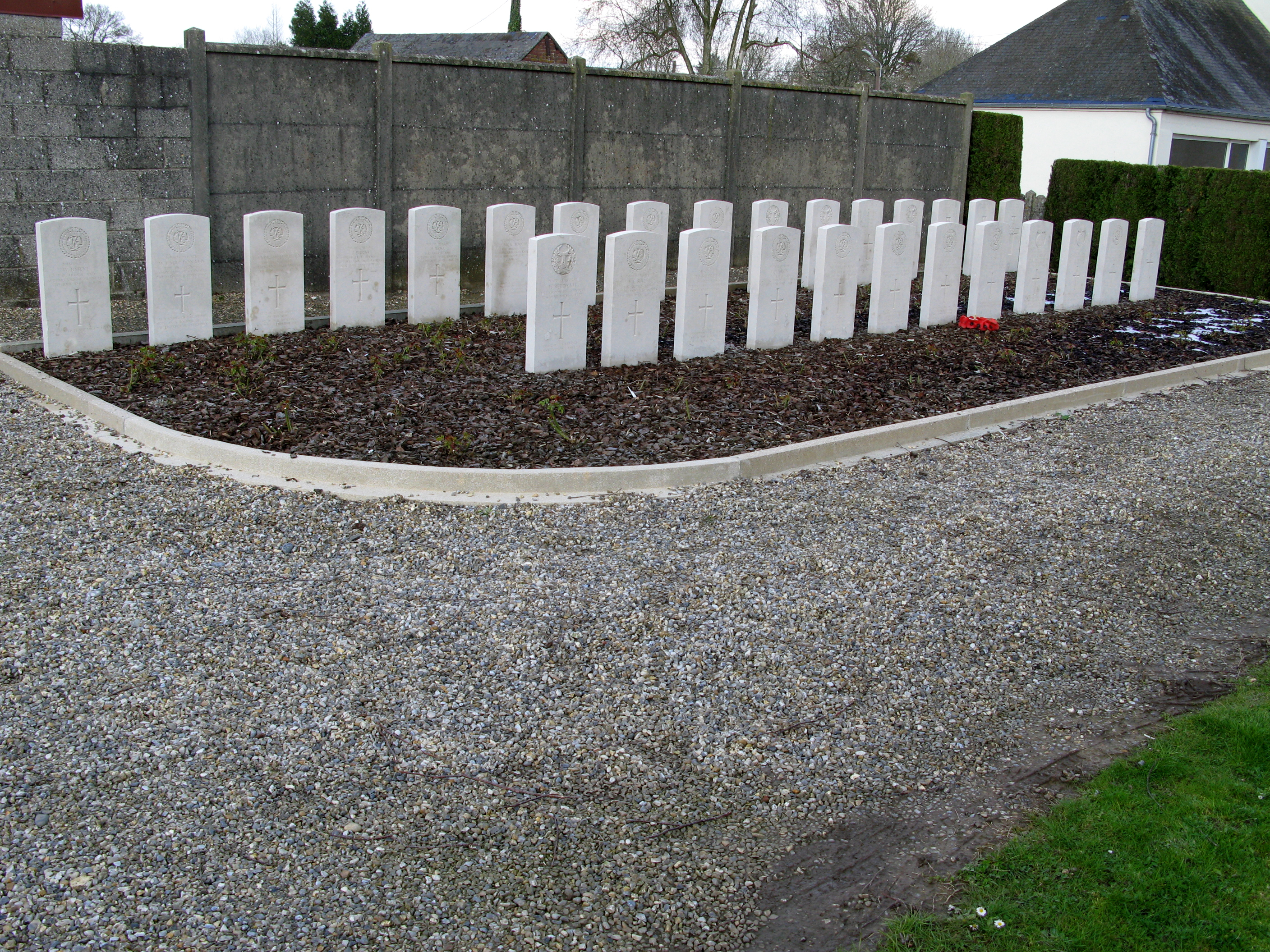
Soldatengräber
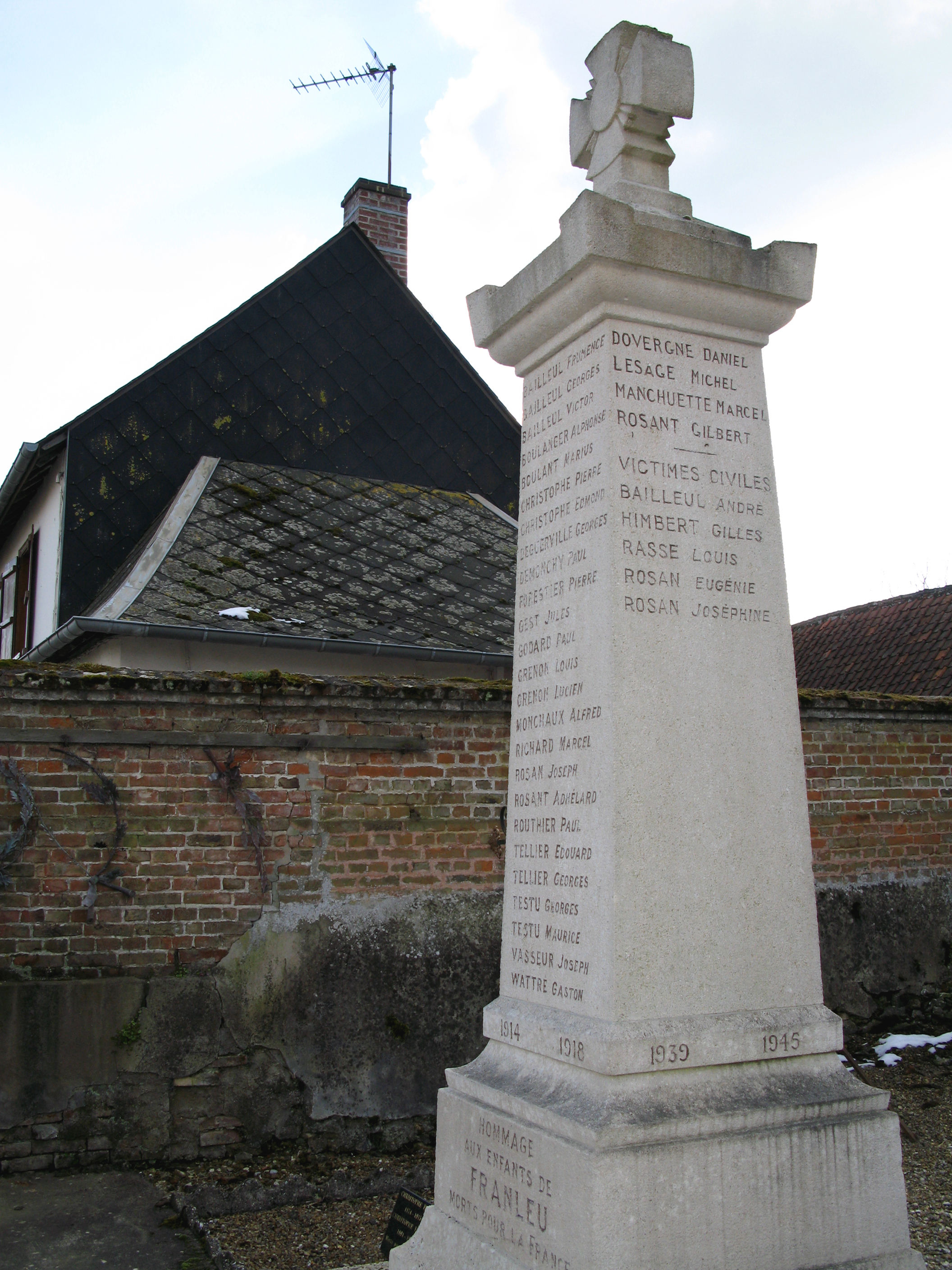
Kriegerdenkmal